# X-Blaster
X-Blaster war ein Browserspiel mit isometrischer Grafik von eLOFD, Herausgeber war Bigpoint. Es war ab Oktober 2006 online und hatte zu seinen besten Zeiten über 10 Millionen angemeldete Konten. Der Spielbetrieb wurde im Januar 2014 eingestellt.

## Spielprinzip und Technik
In X-Blaster stieg man als Pilot in sogenannte Mechs, um in einer 3D-Arena gegeneinander anzutreten. Man hatte zu Beginn die Auswahl zwischen drei verschiedenen Mech-Typen: Ranger (deutsch: Förster), Defender (deutsch: Verteidiger) oder Hunter (deutsch: Jäger). Jeder Mech unterschied sich durch seine Waffen und seine Spezialfähigkeiten von den beiden anderen. Der ausgewählte Mech befand sich beim ersten Einloggen zunächst in einem Hangar, der "Hauptzentrale". Hier konnten neue Waffen für den Mech gekauft und bereits vorhandene verbessert werden.

### Arena
Vom Hangar aus kann man die 3D-Arena betreten, um aufregende Live-Kämpfe mit realen Gegnern in 3D-Grafik zu bestreiten, Kisten aufzuschließen und deren Inhalt einzusammeln, um seinen Mech später im Hangar zu verbessern. Vereinzelt stehen Tonnen in der Arena, die bei Beschuss explodieren und so Schaden anrichten können. Auch sogenannte Gefechtstürme stehen in der Arena, die bei Beschuss oder Annäherung sofort das Feuer eröffnen. Man kann die Arena über Beamer verlassen, um zu einer neuen Arena zu kommen und so auf neue Gegner, Kisten, Tonnen und Gefechtstürme zu treffen.
Eingeteilt ist das Spiel in fünf Ligen, die je nach Stärke des eigenen Mechs zu erreichen sind. Die Ligen sind jeweils noch in verschiedene Stärkegruppen unterteilt. Somit ist man immer mit anderen Mechs zusammen in einer Arena, die in etwa die gleiche Stärke wie der eigene besitzen. Ist die Munition verbraucht oder wurde man zerstört, kehrt man zum Hangar zurück. Dort wird die Energie wieder hergestellt und, soweit vorhanden, die Munition wieder aufgefüllt. Im Hangar hat man außerdem die Möglichkeit, seinen Mech mit den gesammelten Skillpoints oder Credits aufzuwerten. Das heißt: Neue Waffen zu kaufen oder die bestehenden aufzuwerten und neue Munition zu kaufen.

### Clanliga
Die Clanliga ist vom Prinzip her genau wie die Arena, nur dass man zum Betreten in einem Clan von mindestens 5 Mitgliedern sein muss. Auch die Clanliga ist unterteilt, jedoch in drei Ligen. Jeder Mech hat in der Clanliga einen sogenannten Clantag, der in der Clanliga vor seinem Namen steht, somit weiß jeder Spieler, in welchem Clan der Mech ist. (Dies ist besonders bei Clan-Kriegen oder Clan-Freundschaften von Vorteil). In der Clanliga bekommt ein Mech auch nur einen bestimmten Prozentsatz an Skillpoints, die von 50 bis 200 % reichen. Je nach Stärke des Mechs im eigenen Clan.

### Missionen
Man kann in X-Blaster auch Missionen bestreiten. In den Missionen geht es immer um einen besonderen Auftrag, den es zu erfüllen gilt. Zum Beispiel muss eine Kiste zerstört, Duelle bestritten oder gegnerische Mechs besiegt werden. Es gibt nur 30 Missionen die man vollbringen kann. Man kann die darauffolgende Mission nur antreten, wenn man die gerade aktive Mission erfolgreich abgeschlossen hat.

### Duelle
Es besteht die Möglichkeit, an Duellen teilzunehmen oder selber zu erstellen. Duelle finden immer in einer gesonderten Arena statt, die man nicht über Beamer verlassen kann. Es nehmen 2–4 Spieler teil und die Zeit ist in Ein-Minuten-Schritten von 2 bis 10 Minuten einstellbar. Es gibt auch private Duelle, in denen man die Namen der Spieler einträgt, mit denen man sich duellieren möchte. Dort können dann nur die vorher eingetragenen Spieler dem Duell beitreten.

## Spielziel
Ein Ziel des Spieles ist der Gewinn des Jackpots von maximal 10.000 Euro in einer monatlichen Schlacht aller dafür angemeldeten Spieler. Gefüllt wird der Jackpot durch Sammeln von Euro-Zeichen, die ebenfalls in Kisten enthalten sind. Hat man zum Zeitpunkt seines Gewinns also keine 10.000 Euro zusammen, bekommt man lediglich den eingesammelten Anteil ausgezahlt.
Die Funktion zur Schlacht um den eigenen Jackpot wurde im Dezember 2010 eingestellt.

## Spielkosten
Durch das Spiel an sich entstehen außer durch den Internetzugang keine weiteren Kosten. Es besteht jedoch die Möglichkeit, mit echtem Geld virtuelle Güter im Spiel zu erwerben, die Credits, mit denen man den Mech ausbessern kann, Premium oder Vorteils-Pakete können auch gebucht werden. Bei Premium erhält man keine Ingame-Werbung, kann schnell die Arena verlassen oder schneller ausloggen. Bei den Vorteils-Paketen bekommt man mehr Kisteninhalte oder die Inhalte werden verdoppelt.

## Technik
X-Blaster basiert vollständig auf Adobe Flash und Java und kann mit allen gängigen Browsern nach dem Software-as-a-Service-Prinzip gespielt werden.

## Auszeichnungen
Das Spiel wurde beim Deutschen Entwicklerpreis 2006 auf den ersten Platz in der Kategorie Bestes Deutsches Browsergame 2006 gewählt.